# 伊藤幸毅
伊藤 幸毅（いとう こうき、1952年9月2日 - ）は、日本のキーボーディスト、音楽プロデューサー。宮城県仙台市出身。フュージョンバンドのプリズムで活動していた。

## 略歴
高校・大学在学中よりロックバンドのキーボーディストとして演奏活動を始める。
1967年にグループ・サウンズの太郎ず、1971年にはロックバンド・ジュリエットに参加。
1977年、エリック・クラプトンの日本公演のオープニングアクトを務めたフュージョンバンドプリズムのキーボーディストとして参加。
1978年ニック・ニューサにキーボーディストとして参加。シングル盤「サチコ」第23回日本レコード大賞新人賞・日本テレビ音楽祭金の鳩賞・日本有線大賞受賞。その後松田優作、テレサ・テン他100アーティスト以上のレコーディング、コンサート活動に参加。
1985年より作曲家・編曲家として原盤制作・CM・TV番組・映画音楽の制作に携わり、テイチクエンタテインメント、ワーナーミュージック・ジャパンのチーフプロデューサーを務める。この間日本ギャラクシー賞ドキュメンタリー部門優秀賞、郵政大臣賞、ATP賞グランプリ受賞、またプロデューサー業務として、全アーティスト別年間CD総売り上げ第4位の実績を出す（オリコン調べ）。
2000年、有限会社ミュージックパークを設立。新人開発育成・原盤の企画・制作、宣伝営業・コンサートの企画制作・マネージメント人材育成にも務め実績をあげる。
現在はミュー音楽出版プロデューサー。

## ディスコグラフィ

### プリズム
- PRISM（1977）
- SECOND THOUGHT/SECOND MOVE（1978）
- PRISM III（1979）
- PRISM LIVE（1979）

### FOREST
- Neutral Point（1991）

## プロデュース
- Be-B